# Hugo von Burgund
Hugo von Burgund († 31. August 1037) war von 1018 bis 1037 Bischof von Lausanne. 

## Leben
Hugo war ein Sohn des burgundischen Königs Rudolf III. Er erschien 1019 im Gefolge Kaiser Heinrichs II. Hugo hielt 1036 eine Synode in Montriond ab, vermutlich zur Verkündigung eines Gottesfriedens. Er förderte den unter seinem Vorgänger begonnenen Bau der Kathedrale von Lausanne, in der er an der Seite seines Vaters begraben wurde.